# Блохін Володимир Спиридонович
Блохін Володимир Спиридонович (2 липня 1935, с. Монастирище, Приморський край, РФ) — український і російський вчений, доктор технічних наук, професор.
Основна проблема, якій присвячені дослідження: динамічна напруженість коротких тіл складної форми, напружено-деформований стан гірських порід в області стовбура глибокої свердловини.

## З біографії
Закінчив Томський політехнічний інститут.
Тема докторської дисертації: «Научные основы создания и методы расчета инструмента для буровых машин ударного действия».
Хронологія кар'єри:
1959—1966 — молодший науковий співробітник в лабораторії буріння Інституту фізики та механіки гірничих порід АН Киргизької РСР
1966—1967 — молодший науковий співробітник відділу нафти Інституту фізики та механіки гірничих порід АН Киргизької РСР
1967—1968 — асистент кафедри технології, економіки і організації громадського харчування
1968—1969 — в.о. доцента кафедри технології, економіки і організації громадського харчування
1969—1976 — старший науковий співробітник лабораторії буріння свердловин
1976—1977 — старший викладач кафедри техніки розвідки Свердловського гірничого інституту
1977—1978 — доцент кафедри експлуатації і ремонту машин Дніпропетровського інженерно-будівельного інституту
1978—1980 — доцент кафедри будівельних і дорожніх машин Дніпропетровського інженерно-будівельного інституту
1980—1982 — в.о. зав.каф. прикладної механіки Дніпропетровського інженерно-будівельного інституту
1982 1983– в.о. наукового співробітника лабораторії буріння і випробовування пошуково-розвідувальних свердловин Південно-Уральського відділу ВНДГНІ
1983—1985 — старший науковий співробітник відділу № 24 Дніпродержинського індустріального інституту
1985—1987 — завідувач кафедри прикладної механіки Дніпродзержинського індустріального інституту ім. М. І. Арсеничева;
1987 — завідувач лабораторією гірничих машин кафедри прикладної механіки Дніпродержинського індустріального інституту;
1987—1989 — завідувач лабораторією руйнування гірських порід кафедри прикладної механіки Дніпродержинського індустріального інституту;
1989—1995 — професор кафедри СДМ Хабаровського політехнічного інституту;
1998—2002 — професор кафедри гірничої справи і збагачення корисних копалин Курського державного університету;
1997—1998 — професор кафедри МАМП Металургійної академії України;
1998—2002 — професор кафедри гірничої справи і збагачення корисних копалин Курського державного університету;
2003—2004 — професор кафедри Придніпровської державної академії будівництва та архітектури;
2011—2012 — завідувач кафедри обладнання нафтових і газових промислів Полтавського національного технічного університету імені Юрія Кондратюка
З 2012 р. — професор Полтавського національного технічного університету імені Юрія Кондратюка

## Науковий доробок
Має понад 250 наукових праць з них 25 монографій, посібників та підручників.
Основні видання:
- Блохин В. С. Повышение эффективности бурового инструмента. К.:Техніка, 1982 160 с.
- Блохин В. С., Малич Н. Г. Колесные и гусеничные транспортные средства. Ч.1-2. Днепропетровск: ИМА Пресс, 2008, 424 с.
- Блохін В. С., Маліч М. Г. Машини для земляних робіт. К.:Вища школа. 2006. 407 с.